# Aconitum taronense
Aconitum taronense là một loài thực vật có hoa trong họ Mao lương. Loài này được (Hand.-Mazz.) H.R.Fletcher & Lauener mô tả khoa học đầu tiên năm 1950.